# 生田義和
生田 義和 (いくた　よしかず　1938年10月5日 - 2023年1月27日)は、日本の医学者。元広島大学病院病院長、広島大学名誉教授、元日本手外科学会理事長。専門は、手の外科を中心とした(顕微鏡を使用する手術)、手や指の怪我の治療、切断された指や腕の再接着など。

## 略歴
- 1938年10月5日生
- 1957年3月 - 広島大学附属福山高等学校 卒業
- 1964年 - 広島大学医学部卒業　広島大学整形外科学教室入局
- 1969年 - 広島大学　医学博士　論文の題は「Studies on small vessel anastomosis (微小血管縫合の研究) 」[1]。
- 1969年 - ハイデルベルグ大学整形外科(ドイツ)に留学
- 1976年 - モンペリエ大学(フランス)にて微小外科の指導
- 1985年 - 広島大学整形外科 教授[2]
- 1999年～2001年 - 日本マイクロサージャリー学会 理事長[3]
- 2000年 - 広島大学病院 病院長
- 2000年～2003年 - 日本手外科学会 理事長[4]

## 学会等
- 日本手外科学会 理事長
- 日本手外科学会 名誉会員
- 日本マイクロサージャリー学会 理事長
- 第三回マイクロサージャリー研究会 会長

## 論文・著書
- 遊離組織の機能回復に関する基礎的研究-特に膝再建靭帯の機能発現時期および機能回復期を確認する方法-
- 損傷脊髄の再生に関する基礎的研究-胎内手術モデルを用いて-
- 同種複合組織移植における免疫学的寛容の導入・維持に関する実験的研究
- 創内型骨外固定器の開発および、その力学的、組織学的検討
- 超微細外科の研究